# Giai điệu tuổi trẻ (phim truyền hình)
Giai điệu tuổi trẻ (tên gốc Tiếng Trung: 青春旋律; Tiếng Anh: Melody of Youth; Tên khác: Giai điệu thanh xuân/ Khát vọng tuổi trẻ) là một bộ phim Trung Quốc, gồm các diễn viên Cổ Cự Cơ, Michelle Wai, Tưởng Mộng Tiệp, Kim Hee Chul của Super Junior và Chu Mịch (Zhoumi) của Super Junior-M.
Giai điệu tuổi trẻ là bộ phim truyền hình dài 10 tập. Phim được sản xuất vào năm 2010 bởi Lý Ngữ (李語), đạo diễn là Tang Hoa (桑華) và được đài truyền hình Trung ương Trung Quốc phát sóng năm 2011 vào khung giờ vàng.

## Tóm tắt
Khi kỳ thi tốt nghiệp đã gần kề, sinh viên năm cuối Vương Vũ Hàng phải đối mặt với thực tại khó khăn: Làm việc ở một khu chợ cạnh tranh gay gắt. Để giành được công việc, Vũ Hàng và bạn cùng phòng là Liêu Bá Hàm phải săn lùng mọi cơ hội để có thể tiếp tục việc làm. Bộc Tiểu Đường vốn là một cô gái tomboy cứng đầu chơi game cực giỏi cũng phải tự kiếm tiền nuôi sống bản thân. Cùng với bạn học Ninh Hạo và Đổng Thiên Thiên, nhóm bạn trẻ sẽ phải đối đầu với mọi khó khăn trước mắt để đạt được ước mơ của mỗi người. 
Thân Thái Nhất là con của một gia đình giàu có, một game thủ và là một cao thủ cờ tướng nhưng Thái Nhất luôn bị mọi người lầm tưởng là một cậu bé nông dân Hàn Quốc nghèo khổ. Cao Đạt cũng xuất thân giàu có. Khi tốt nghiệp Trung học, Cao Đạt đã mở một công ty riêng cho mình. Sau này, Cao Đạt ghi danh gia nhập quân đội.

## Vai diễn
- Leo Ku vai Vương Vũ Hàng (汪雨航)
- Tưởng Mộng Tiệp vai Bộc Hiểu Đường (濮曉唐)
- Michelle Wai vai Điền Huệ (田惠)
- Kim Hee Chul vai Thân Thái Nhất (申泰一)
- Trác Mi vai Cao Đạt (高達)
- Ngô Hạo Khang vai Liêu Bá Hàm (廖伯晗)
- Huỳnh Thánh Y vai Điềm Điềm (甜甜)
- Mã Tô vai Đổng Thiên Thiên (董芊芊)
- Dương Dương vai Ninh Hạo (宁浩)